# 道布增·伊西旦增敖斯尔
道布增·伊西旦增敖斯尔（1816年—1881年）乳名诺日布，青海毕里堂（音译）人，阿拉善第二世道布增活佛。

## 生平
生于清朝嘉庆二十一年（1816年），乳名为“诺日布”，父亲名叫仁钦。嘉庆二十四年（1819年），被确认为第二世道布增活佛。1819年坐床。道光七年（1881年）圆寂，享年66岁。